# Vérplazma

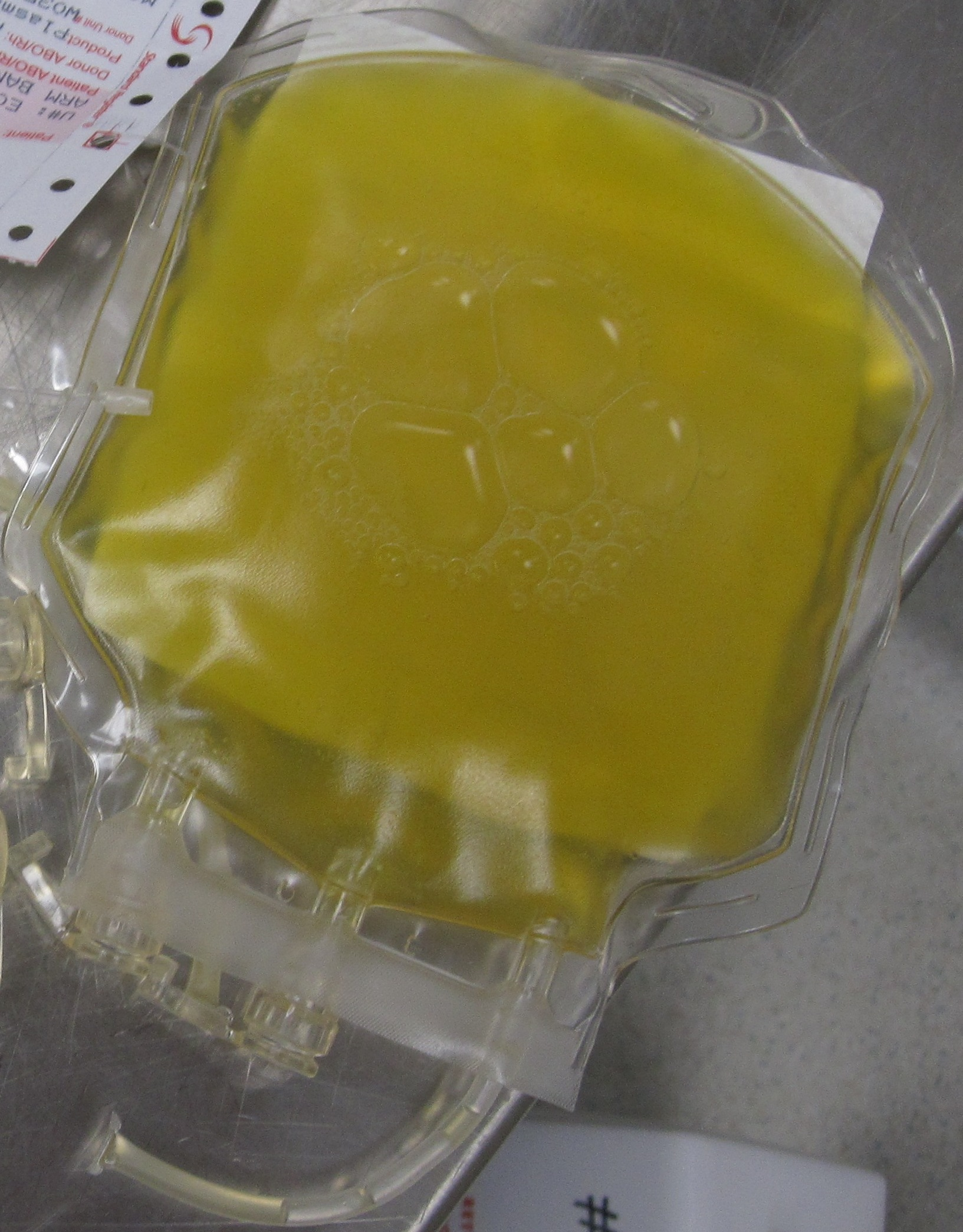
Friss fagyasztott plazma (FFP) csomag.

A vérplazma a vér szalmasárga/halványsárga színű folyadék-összetevője, amely szuszpenzióban tartja a vérben található vérsejteket. A teljes vérmennyiség mintegy 55%-át teszi ki. Az extracelluláris folyadékok (az összes sejten kívüli testfolyadék) intravaszkuláris részét képezi. Fő alkotóeleme a víz (93 térfogatszázalék), emellett oldott állapotú fehérjéket, glükózt, véralvadási faktorokat, ásványi ionokat, hormonokat és szén-dioxidot tartalmaz (a vérplazma a kiválasztott termékek szállításának fő közvetítő közege). A vérplazma emellett a szervezet fehérjetartalékaként is szolgál. Fontos szerepet játszik az érrendszeri ozmózisban, ami egyensúlyban tartja az elektrolitokat; védi a szervezetet a fertőzésektől és más vérrel kapcsolatos betegségektől.
A vérplazmát centrifuga segítségével készítik elő: egy kémcsőbe véralvadásgátlót tartalmazó friss vért töltenek, majd addig centrifugálják, amíg a vérsejtek össze nem gyűlnek a kémcső alján. A vérplazmát ezután leöntik vagy leszívják. A vérplazma sűrűsége körülbelül 1025 kg/m³, vagy 1,025 kg/l.
A vérszérum fibrinogének és véralvadási faktorok nélküli vérplazma (pl.: a teljes vér mínusz a vérsejtek és az alvadási faktorok).
A plazmaferézis egy olyan orvosi eljárás, amely magában foglalja a vérplazma kivonását, feldolgozását és reintegrációját.

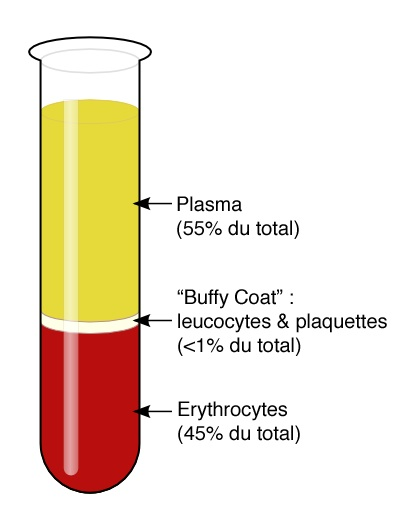
Alvadásgátolt vér centrifugálás után. A vörösvérsejtek alul, a plazma felül helyezkedik el. A kettő között vékony rétegben a fehérvérsejtek találhatók (buffy coat). A vér összetevői a vérplazma az alvadásgátolt vér felülúszója és a vérszérum az alvadt vér felülúszója

## Összetétele
| Ion     | Normál koncentráció tartomány |
| ------- | ----------------------------- |
| Nátrium | 135-145 mmol/l                |
| Kálium  | 3,7-5,1 mmol/l                |
| Klorid  | 95-105 mmol/l                 |
| Kalcium | 2,1-3,7 mmol/l                |

### További összetevők

Referenciatartományok vérvizsgálathoz, tömeg szerint rendezve.

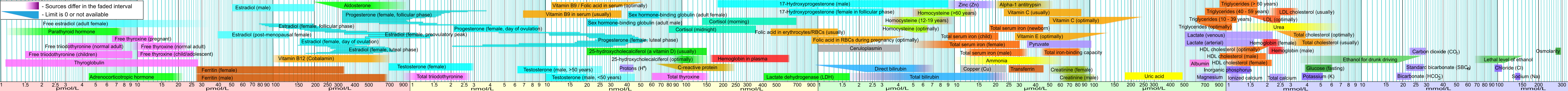
Referenciatartományok vérvizsgálathoz, molaritás szerint rendezve.

|  |
|  |

## Plazmavándorlás
Ha változás áll be a Starling-erőkben, akkor az extravaszkuláris folyadék által a kapilláris falán keresztül növekedhet a vérplazma mennyisége; illetve ugyanilyen módon csökkenhet is. Például amikor keringési sokk következik be, és a vérnyomás leesik, a Starling-erők folyadékot vezetnek a sejtközötti térbe (interstitiumba).
Ha valaki hosszabb ideig egy helyben áll, a transzkapilláris hidrosztatikus nyomás megnövekszik. Ennek eredményeképpen a vérplazma körülbelül 12 térfogatszázaléka érpályán kívüli (extravaszkuláris) térbe kerül át. Ez megemeli a hematokrit szintjét, a vérszérum összfehérjeszintjét, növeli a vér viszkozitását, valamint az véralvadási faktorok megnövekedett koncentrációja következtében ortostatikus hiperalvadékonyságot (orthostatic hypercoagulability) okoz.

## Vérplazmaadás

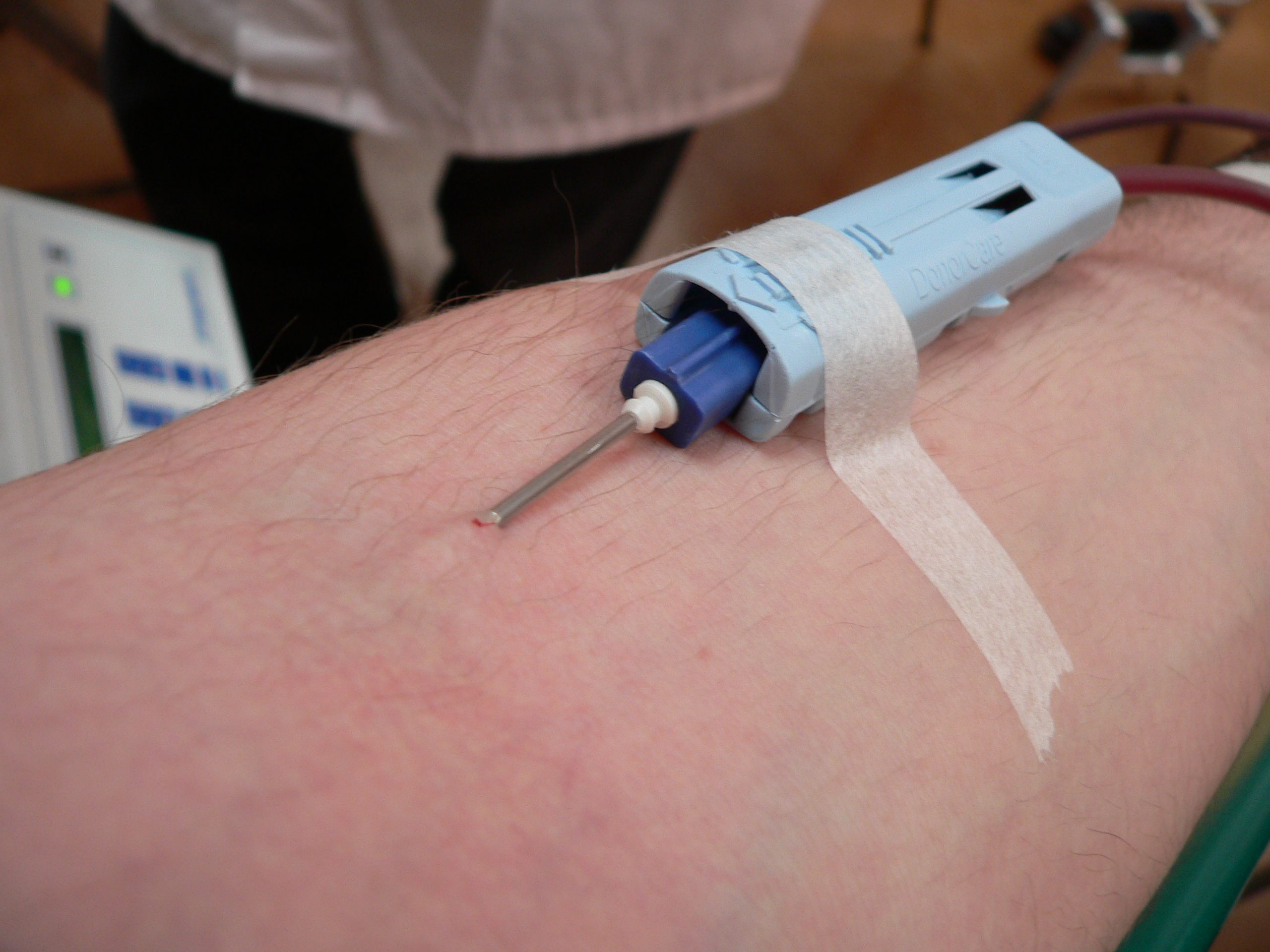
Vérátömlesztés.

A vérplazmát vérátömlesztéskor használják, jellemzően friss, fagyasztott plazma vagy PF24 formájában. Teljes véradáskor vagy tisztított-sűrített vörösvérsejt készítmény (PRBC) transzfúziókor a legkívánatosabb a 0-s vércsoport. „Univerzális donornak” tartják, mert sem A, sem B antigént nem tartalmaz, és biztonsággal adható a legtöbb személynek. A teljes vér, vagy PRBC adományok számára az AB-s vércsoportú személy az „univerzális fogadó”. A vérplazmaadás esetén ez azonban fordított. A véradó központok időnként csak AB vércsoportú személyektől vesznek plazmát (aferézis), mert ez a plazma nem tartalmazza azokat az antitesteket, amelyek reakcióba léphetnek a fogadó antigénjeivel. Mint ilyen, az AB vércsoportot „univerzális plazmadonornak” tartják. A nők fehérvérsejtszáma magasabb lehet, ami transzfúzióhoz köthető akut tüdőkárosodáshoz (TRALI) vezethet, ezért különleges programok léteznek, amelyek csak AB-s férfi plazmadonorokat fogadnak. Ugyanakkor egyes tanulmányok nem mutatnak ki magasabb TRALI kockázatot, a terhes nőknél tapasztalt magasabb fehérvérsejtszám ellenére sem.
A plazmaferézis során levett vérplazma mennyisége nemtől és testsúlykilogrammtól függően akár 0,8-1 liter is lehet.

### Biztonság és ellenszolgáltatás
Ellentétben a teljes véradással a vérplazmaadás sokkal gyakrabban megtehető (egyes jogrendszerekben hetente 2-szer, ellenben a teljes véradással, amit 8 hetente lehet), mert a donációs folyamat során a vérsejtek visszatérnek a testbe, és a legtöbb vérplazma természetes módon újratermelődik a szervezetben 48 órán belül. A véradással ellentétben a plazmadonorok gyakran pénzt is kapnak ellentérítésként a fáradozásért és ráfordított időért. A Hemofíliások Baráti Körének elnöke szerint,  naponta 5 plazmaadóra van szükség egy vérzékeny beteg gyógyszeradagjához.
A professzionális központok steril és biztonságos gyakorlatot alkalmaznak. Feldolgozzák, és - mint magas minőségű ellenőrzött gyógyászati termék - eladják a vérplazmát; magas áron (kb. 300 dollár/hét/donor). A donoroknak adott ellenszolgáltatást nem a várt haszon alapján határozzák meg, hanem aszerint, hogy éppen mennyi donorra van szükség.

## Fordítás
- Ez a szócikk részben vagy egészben  a   Blood plasma című angol Wikipédia-szócikk ezen változatának fordításán alapul.  Az eredeti cikk szerkesztőit annak laptörténete sorolja fel. Ez a jelzés csupán a megfogalmazás eredetét és a szerzői jogokat jelzi, nem szolgál a cikkben szereplő információk forrásmegjelöléseként.